# Campionats del món de ciclisme en ruta de 1957
Els Campionats del món de ciclisme en ruta de 1957 es disputaren el 17 i 18 d'agost a Waregem, Bèlgica.

## Resultats
| Proves :                         | Or                            | Or         | Argent                     | Argent | Bronze                         | Bronze |
| Professionals                    |                               |            |                            |        |                                |        |
| Cursa en línia masculina detalls | Rik Van Steenbergen · Bèlgica | 7h 43' 10" | Louison Bobet · França     | m. t.  | André Darrigade · França       | m. t.  |
| Amateurs                         |                               |            |                            |        |                                |        |
| Cursa en línia masculina         | Louis Proost · Bèlgica        | 5h 05' 05" | Arnaldo Pambianco · Itàlia | m. t.  | Schalk Verhoef · Països Baixos | m. t.  |

## Medaller
| Posició | País          | Or | Plata | Bronze | Total |
| 1       | Bèlgica       | 2  | 0     | 0      | 2     |
| 2       | França        | 0  | 1     | 1      | 2     |
| 3       | Itàlia        | 0  | 1     | 0      | 1     |
| 4       | Països Baixos | 0  | 0     | 1      | 1     |
| Total   | Total         | 2  | 2     | 2      | 6     |